# Rabbenu Tam
Yaakov Ben Meir (1110 – 1171) è stato uno dei più famosi commentatori medievali del Talmud.
Yaakov ben Meir (1100-1171), detto Rabbenu Tam (רבנו יעקב תם) è un Tosafista figlio e nipote di Rashi. Era soprannominato Rabbenu Tam, in riferimento al patriarca Yaakov che era "tam", vale a dire perfetto ed integro. Questo Tosafista di area francese è stato uno dei più importanti del suo tempo, ed è il soggetto principale dei Tosafot del Talmud babilonese.

## Biografia
Nato a Ramerupt, una piccola città dello Champagne, figlio di Meir ben Samuel e Yokheved figlia di Rashì. Fu educato da suo padre, il rabbino Meir, e da suo fratello maggiore, Samuel ben Meir (Rashbam). Secondo la tradizione, è stato anche allievo di Jacob ben Samson, uno studente di Rashì ed autore di un commento sul trattato Avot.
Sua moglie Myriam era la sorella di Samson ben Joseph l'Anziano di Falaise. Sappiamo che Myriam era già stata sposata con un uomo di nome Avraham; sposò Yakov ben Meir detto Rabbenu Tam in un periodo successivo, dopo la morte di Samson. Infatti, non vi è alcuna traccia di legami familiari tra Rabbenu Tam e Samson di Falaise. Sembra che lei stessa sia stata la seconda moglie di Rabbenu Tam. Ebbero quattro figli, Giuseppe, Mosè, Isacco e Salomone, quest'ultimo fece da segretario a suo padre.
La fama di studioso della Legge di Yakov ben Meir si diffuse ben oltre la Francia. Avraham ibn Daud, il cronista spagnolo dei saggi, nomina Rabbenu Tam nel suo Sefer haKabbalah, ma non Rashì. Il lavoro di Rabbenu Tam è citato anche dal rabbino Zerachya Halevi, critico provenzale. Ha inoltre ricevuto domande da parte degli studenti in tutta la Francia e dalle comunità italiane di Bari e Otranto.
Rabbenu Tam diede al suo Beth Din, il titolo di "corte significativa", ed in effetti è noto per atti normativi per migliorare la vita delle famiglie ebree, dell'istruzione e dello status della donna. A volte, ha criticato gli oppositori Halachici, in particolare sono famose le sue controversie con Mesullàm di Melun e Efraim di Regensburg.

## Halakhah
È stato uno dei seguaci più importanti di suo nonno Rashì, illustrando il suo commento del Talmud, in quelli che sono chiamati Tosafot. Il nome di Rabbenu Tam appare in quasi tutte le pagine del Talmud, accanto a quello di Rashì.
I suoi insegnamenti hanno avuto una profonda influenza nell'Halakhah, in particolare circa le mitzvot dei tefillin e della mezuzah. Capitò a Rabbenu Tam di essere in disaccordo con l'opinione di suo nonno Rashì, per esempio per quanto riguarda la posizione della mezuzah sugli stipiti della porta, Rashì sostiene che dovrebbe essere posizionata verticalmente mentre per Rabbenu Tam orizzontalmente, questo ha portato la tradizione di adottare la posizione inclinata per rispettare l'insegnamento dei due maestri.
Rabbenu Tam è anche spesso citato per le sue opinioni sul momento del passaggio dal giorno alla notte.

## Opere
Oltre alle Tosafot attribuitegli, Rabbenu Tam ha scritto vari piyyutim (poesie liturgiche) e dei "Responsa", raccolte nel Sefer ha-Yashar (Libro del Giusto, 1149), e un midrash omonimo. C'è solo un manoscritto del Sefer ha-Yashar di Rabbenu Tam, conservato nella Biblioteca Nazionale e Universitaria di Gerusalemme.
Con il commento al Talmud di Rabbenu Tam possiamo di fatto parlare di "Talmud di Francia".